# Palácio Vorontsov (São Petersburgo)
O Palácio Vorontsov (em russo: Воронцовский дворец) é um palácio barroco que está localizado no centro histórico de São Petersburgo, entre a Rua Sadovaya e o rio Fontanka em São Petersburgo, na Rússia.
O palácio de 50 quartos foi construído com enormes custos pelo italiano Bartolomeo Rastrelli para o Conde Mikhail Illarionovich Vorontsov, chanceler e parente materno da Imperatriz Isabel. O palácio levou 8 anos para ser construído, começando em 1749. Depois que sua sobrinha Isabel renunciou, Vorontsov foi efetivamente exilado da corte e vendeu sua residência principal para a coroa.
Paulo I da Rússia deu o Palácio à Ordem Soberana e Militar de Malta, da qual era Grão-Mestre. Outro arquiteto italiano que também trabalhava na Rússia, Giacomo Quarenghi, foi então convidado a modernizar o palácio. Entre 1798 e 1800, Quarenghi acrescentou uma capela católica para servir exilados aristocratas franceses que residiram na capital russa na virada do século XIX.
Desde 1810, o Palácio Vorontsov abriu uma sucessão de escolas militares exclusivas, incluindo o conhecido Corpo de Pajens (1810-1918) e a Escola Militar Suvorov (a partir de 1955). O palácio é cercado da Rua Sadovaya por uma grade elaborada de ferro e é separado do terrapleno de Fontanka por um jardim. A Capela da Ordem de Malta passou por uma extensa restauração em 2003 e é atualmente utilizado para recitais de órgão.